# شادروخا
شادروخا (به لاتین: Shadrukha) یک منطقهٔ مسکونی در روسیه است که در سرزمین آلتای واقع شده‌است.